# Casa Cubó (Cassà de la Selva)
La Casa Cubó és una obra del municipi de Cassà de la Selva (Gironès) inclosa en l'Inventari del Patrimoni Arquitectònic de Catalunya.

## Descripció
Es tracta d'un habitatge unifamiliar mitgera, amb cancell d'entrada i dues plantes. Edifici de tres crugies. Les obertures en planta baixa presenten motllures geomètriques mentre que a la planta pis s'utilitzen elements decoratius florals. Cal remarcar l'acabament superior de l'edifici amb un frontó de línies curvilínies. Hi ha un petit sòcol de pedra natural en planta baixa i la resta és arrebossat i pintat.

## Història
L'edifici es troba en el carrer ample que conduïa del centre urbà a l'estació en una zona d'eixamplament urbà.